# 天閣露瑪

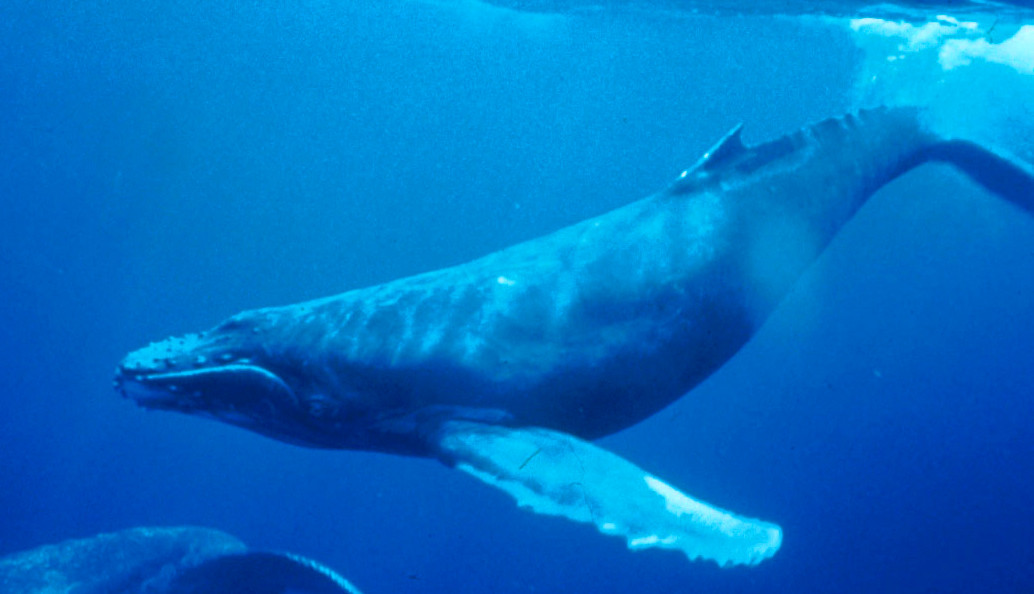
在渡假村水底拍攝的座頭鯨

天閣露瑪（Tangalooma）是澳大利亞昆士蘭州摩頓島西側的一個以渡假村而知名的鎮。位於摩頓灣的天閣露瑪，本來是一個捕鯨站，但現時已改建成為渡假村，除了提供住宿外，還可餵飼海豚，又或潛進海邊的殘骸內。長長的白色沙灘是游泳的好去處，沙灘上的巨大沙丘也很值得欣賞遊玩。天閣露瑪整個鎮的常住人口其實只有300人，但由於從昆士蘭的首府布里斯班乘搭快速的雙體船過來亦只需70分鐘，交通很方便，所以平均每星期所接待的旅客超過3500人。天閣露瑪並非摩頓島上唯一的鎮：雖然整個島佔了98%的土地被劃進了國家公園範圍，島上還有布爾弗、庫林加爾和科安科安等小鎮。另外，鄰近的海域被劃作海洋國家公園，受到保護。

## 捕鯨站
天閣露瑪的捕鯨站從1952年開始營運，直到1962年為止，期間捕獵及處理了6277條座頭鯨。捕鯨活動會在南半球冬天時，當座頭鯨遷徙至海岸的時候舉行，長達8至10個星期。在這段期間，鯨肉的處理工廠會24小時運作。捕鯨站的運作最初很成功，並製造了140個職位；但到了捕鯨站臨近結束時，由於沒有節制的濫捕，令漁獲大幅下降，使捕鯨站的營運不符合經濟原則。估計在捕鯨站營運初期，東澳大利亞的座頭鯨數量有約1萬條；但到結束時，只餘下500條左右。1963年，在澳大利亞水域的捕鯨活動被完全禁止；從此，座頭鯨的數量得以恢復。當捕鯨站結束營運後，整個地段被賣與作渡假村發展。

## 海洋教育和保育中心
天閣露瑪海洋教育和保育中心（Tangalooma Marine Education and Conservation Centre，縮寫）的主要職能是促進環保意識。
中心聘請了全職的海洋生物學家及其他科學家，透過舉辦教育活動及自然生態為主的導賞團，以提高遊客對周遭生態系統的關注。

## 野生海豚渡假村
野生海豚渡假村以讓遊客親手餵飼野生海豚而聞名。每天黃昏日落時，都會有瓶鼻海豚游到渡假村前的沙灘，最多時一群會有九隻。不過，並非所有遊客均可以嘗試親手餵飼牠們，因為只有付費買票的才可以。不過，其他遊客亦可以參加渡假村的其他導賞團及活動，例如觀鯨船遊。渡假村提供合共300間客房，除了一般酒店式套房以外，還可選擇入住別墅式或公寓式的客房。

## 外部連結
- 天閣露瑪的沙灘

27°10′36″S 153°22′33″E / 27.17667°S 153.37583°E